# 028
El Servei 028 Arc de Sant Martí (castellà: Servicio 028 Arcoíris), conegut simplement com el 028, és un servei d'emergències per telèfon, correu electrònic i missatgeria instantània a Espanya adreçat a víctimes de LGBTIfòbia. Opera des del 5 de juliol del 2023.
En consonància amb el telèfon 016 per a l'atenció de la violència de gènere i el 024 del suïcidi, ofereix informació i atenció entorn dels drets del col·lectiu LGBT a Espanya. El nombre fa al·lusió al 28 de juny, que és el Dia de l’Orgull LGTBI.

## Història
El novembre del 2022, el servei va sortir a licitació pública. Se'n van anunciar algunes característiques, com ara la gratuïtat i la disponibilitat totes les hores del dia durant tot l'any. El telèfon va ser ideat per a atendre víctimes de delictes d'odi per orientació sexual o identitat de gènere o infants i adolescents en risc d'exclusió per motius anàlegs, com també per a assistir les víctimes de violència intragènere. A més, segons el que es va estipular en principi, comptaria amb un servei d'assessorament emocional i psicològic, i acompanyament i informació sobre salut sexual i reproductiva. De la mateixa manera, es va saber que seria accessible per a persones discapacitades i estaria disponible en diversos idiomes. Les dades recollides s'enviarien a la Direcció General de Diversitat Sexual i Drets LGTBI per a l'elaboració de reports sobre la situació de les persones LGBTIQ+ usuàries.
L'abril del 2023, el Govern d'Espanya va adjudicar a Servicios de Teleasistencia S.A. un total de 2,6 milions d'euros de pressupost per la gestió del 028. Més endavant, a maig, la ministra d'Igualtat Irene Montero va informar que en els mesos propvinents el servei entraria en funcionament mentre estava en una conferència de premsa pel Dia Internacional contra la LGTBI-fòbia. El mes següent, el juny del 2023, el Ministeri d'Igualtat va llançar la campanya «Espanya és orgullosament diferent» pel Dia Internacional de l'Orgull LGBT. Hi va incloure la presentació del servei 028.
El 5 de juliol del 2023, el servei va començar a operar a tot el territori espanyol. És accessible per a persones amb discapacitat auditiva i de la parla, i s'ofereix atenció en les següents llengües: castellà, català, gallec, basc, anglès i francès. El correu electrònic annex és 028-online@igualdad.gob.es i hi ha un xat amb els mateixos fins.